# Samuli Samuelsson
Samuli Kalevi Samuelsson (* 23. Juni 1995 in Ikaalinen) ist ein finnischer Leichtathlet, der sich auf den Sprint spezialisiert hat.

## Sportliche Laufbahn
Erste internationale Erfahrungen sammelte Samuli Samuelsson im Jahr 2013, als er bei den Junioreneuropameisterschaften in Rieti im 200-Meter-Lauf mit 21,85 s in der ersten Runde ausschied und auch mit der finnischen 4-mal-100-Meter-Staffel mit 40,33 s den Finaleinzug verpasste. Im Jahr darauf schied er bei den Juniorenweltmeisterschaften in Eugene über 100 Meter mit 10,78 s und über 200 Meter mit 21,53 s jeweils im Vorlauf aus. 2015 belegte er bei den U23-Europameisterschaften in Tallinn in 20,90 s den sechsten Platz über 200 Meter und schied mit der Staffel in der Vorrunde aus. 2016 qualifizierte er sich über 200 Meter für die Europameisterschaften in Amsterdam, bei denen er mit 21,36 s in der ersten Runde ausschied und auch mit der finnischen Stafette verfehlte er mit 39,68 s den Finaleinzug. Im Jahr darauf wurde er bei den U23-Europameisterschaften in Bydgoszcz in 10,36 s Vierter im 100-Meter-Lauf und wurde über 200 Meter im Halbfinale disqualifiziert. Zudem gewann er mit der Staffel in 39,70 s die Bronzemedaille hinter den Teams aus Deutschland und dem Vereinigten Königreich. Anschließend nahm er an der Sommer-Universiade in Taipeh teil, bei der er mit 20,99 s über 200 Meter im Halbfinale ausschied und mit der Staffel in 40,37 s Rang sieben belegte. 2021 startete er im 60-Meter-Lauf bei den Halleneuropameisterschaften in Toruń und schied dort mit 6,75 s in der ersten Runde aus. Im Jahr darauf schied er bei den Europameisterschaften in München mit 10,39 s in der ersten Runde über 100 Meter aus und verpasste mit der Staffel mit 39,37 s den Finaleinzug. Zudem verbesserte er den finnischen Rekord über 100 Meter auf 10,16 s.
2023 kam er bei den Halleneuropameisterschaften in Istanbul mit 6,75 s nicht über die erste Runde über 60 Meter hinaus. Im Juni wurde er bei 1. Liga der Team-Europameisterschaft im Rahmen der Europaspiele in Chorzów in 10,38 s Siebter über 100 Meter und wurde mit der 4-mal-100-Meter-Staffel disqualifiziert. Zudem verbesserte er kurz zuvor den Landesrekord über 100 Meter auf 10,12 s. Im Jahr darauf schied er bei den Hallenweltmeisterschaften in Glasgow mit 6,72 s im Vorlauf über 60 Meter aus. Im Juni schied er bei den Europameisterschaften in Rom mit 10,59 s im Halbfinale über 100 Meter aus.
2015 und 2016 sowie 2017 2020 wurde Samuelsson finnischer Meister im 200-Meter-Lauf sowie 2017 auch über 100 Meter. Zudem wurde er 2018 und von 2020 bis 2024 Hallenmeister im 60-Meter-Lauf.

## Persönliche Bestleistungen
- 100 Meter: 10,12 s (+0,9 m/s), 17. Juni 2023 in Kuortane (finnischer Rekord)
  - 60 Meter (Halle): 6,64 s, 2. März 2022 in Aarhus
- 200 Meter: 20,73 s (+0,9 m/s), 23. Juli 2017 in Seinäjoki
  - 200 Meter (Halle): 21,25 s, 30. Januar 2022 in Helsinki